# Forcalquier
Forcalquier là một xã ở tỉnh Alpes-de-Haute-Provence, vùng Provence-Alpes-Côte d'Azur ở đông nam nước Pháp.

### Thành phố kết nghĩa
- Guastalla, Ý

### Người nổi tiếng
- Raoul Dufy
- Garsende de Sabran
- Charles I xứ Anjou
- Joan I của Naples
- Ramon Berenguer V xứ Provence
- Louis III của Naples
- Guigues VII của Viennois
- Alfonso II, Bá tước của Provence
- Jaufre Reforzat de Trets
- Geoffrey II của Provence
- Ladislas của Naples
- Marguerite của Provence
- Louis Feuillée